# جاكي هونغ
جاكي هونغ (بالإنجليزية: Jackie Kong)‏ هي كاتبة سيناريو ومنتجة أفلام ومخرجة أمريكية، ولدت في 14 يونيو 1954 في ميرسيد في الولايات المتحدة.

## وصلات خارجية
- جاكي هونغ على موقع IMDb (الإنجليزية)
- جاكي هونغ على موقع روتن توميتوز (الإنجليزية)
- جاكي هونغ على موقع ألو سيني (الفرنسية)
- جاكي هونغ على موقع أول موفي (الإنجليزية)
- جاكي هونغ على موقع قاعدة بيانات الأفلام السويدية (السويدية)
- جاكي هونغ على موقع قاعدة بيانات الفيلم (الإنجليزية)
- جاكي هونغ على موقع كينوبويسك (الروسية)